# تپه سیزده به در
تپه سیزده به در مربوط به دوره اشکانیان است و در شهرستان اراک، بخش مرکزی، دهستان مشهد میقان، روستای دهلق واقع شده و این اثر در تاریخ ۱۸ اسفند ۱۳۸۷ با شمارهٔ ثبت ۲۵۰۲۶ به‌عنوان یکی از آثار ملی ایران به ثبت رسیده است.